# هيئة حماية المدنيين
هيئة حماية المدنيين هي هيئة شعبية سورية تعمل على توجيه الدعم لحماية المدنيين، بالتنسيق مع قيادة الجيش الحر. وتعمل بنفس الوقت على عدم طغيان الجانب العسكري على الثورة السلمية وعلى الحفاظ على جذوة المظاهرات وترسيخ مفهوم أن السلاح إنما هو وسيلة للحفاظ على سلمية الثورة وليس غاية في ذاته.
تعمل الهيئة على تأهيل مجموعات من الكوادر الطبية في ظل عجز المشافي المتواجدة في البلاد، لتأمين العلاج الآمن للجرحى الذين يزدادون يوماً بعد يوم بسبب الصراع الدائر في سوريا.
تعمل الهئية على بناء منظومات للدفاع المدني والإطفاء، كما تعمل على حفظ ممتلكات المواطنين والأهم من ذلك الحفاظ على مؤسسات الدولة السورية.